# شهرستان خرم‌بید
شهرستان خرم‌بید یکی از شهرستان‌های استان فارس ایران است. مرکز این شهرستان، شهر صفاشهر است. خرمبید مرتفع‌ترین شهر استان فارس است و به همین علت به بام فارس معروف است.

## جمعیت

### جمعیت
در زمان سرشماری ملی سال ۱۳۸۵، جمعیت شهرستان برابر با ۴۴٬۶۶۹ نفر در ۳۱٬۲۹۱ خانوار بود. در سرشماری بعدی در سال ۱۳۹۰، ۵۰٬۲۵۲ نفر در ۱۳٬۵۶۱ خانوار شمارش شدند. در سرشماری ۱۳۹۵، جمعیت شهرستان ۵۰٬۵۲۲ نفر در ۱۵٬۰۸۰ خانوار ثبت شد.

### تقسیمات کشوری
تاریخچه جمعیت و ساختار تقسیمات کشوری شهرستان خرم‌بید در سه سرشماری متوالی در جدول زیر آمده است.
| تقسیمات کشوری  | ۱۳۸۵   | ۱۳۹۰   | ۱۳۹۵   |
| -------------- | ------ | ------ | ------ |
| بخش مرکزی      | ۲۶٬۹۹۶ | ۳۱٬۲۶۱ | ۳۲٬۱۷۲ |
| دهستان خرمی    | ۱٬۲۱۸  | ۱٬۳۱۷  | ۱٬۲۹۴  |
| قشلاق          | ۳٬۵۲۴  | ۳٬۸۵۳  | ۳٬۹۴۵  |
| صفاشهر (شهر)   | ۲۲٬۲۵۴ | ۲۶٬۰۹۱ | ۲۶٬۹۳۳ |
| بخش مشهد مرغاب | ۱۷٬۶۷۳ | ۱۸٬۹۹۱ | ۱۸٬۳۵۰ |
| شهیدآباد       | ۳٬۵۷۸  | ۳٬۱۹۹  | ۳٬۳۷۷  |
| قادرآباد (شهر) | ۱۴٬۰۹۵ | ۱۵٬۷۹۲ | ۱۴٬۹۷۳ |
| جمع            | ۴۴٬۶۶۹ | ۵۰٬۲۵۲ | ۵۰٬۵۲۲ |

## تقسیمات کشوری
- بخش مرکزی
  - دهستان قشلاق
  - دهستان خرمی

شهر: صفاشهر
- بخش مشهد مرغاب
  - دهستان شهیدآباد

شهر: قادرآباد